# Alexander Ženíšek
Alexander Ženíšek (29. ledna 1936 Brno – 30. prosince 2020 Brno) byl český matematik, fyzik a emeritní profesor matematiky na Ústavu matematiky Fakulty strojního inženýrství Vysokého učení technického v Brně.

## Biografie
V letech 1954–1959 vystudoval fyziku na Přírodovědecké fakultě Masarykovy Univerzity v Brně. Od roku 1959 působil na Fakultě strojního inženýrství VUT v Brně. Jeho hlavním zaměřením byla speciální teorie relativity, funkcionální analýza, teorie integrálu, numerická analýza a metoda konečných prvků.
Patřil mezi zakládající členy Učené společnosti ČR z roku 1994.

### Relativita do kapsy
Prof. Ženíšek je autorem knihy Relativita do kapsy, kde podává matematicky přesné a zároveň jasné vysvětlení odborných prací Alberta Einsteina a důkazy některých důležitých jevů, které s teorií relativity úzce souvisí. Pojednává se zde například o čtyřvektorech, transformacích Maxwellových–Lorentzových rovnic nebo fotonové teorii světla. Všechna tato témata jsou důkladně popsána a dokázána na 112 stránkách této knihy.